# Chancelier de France

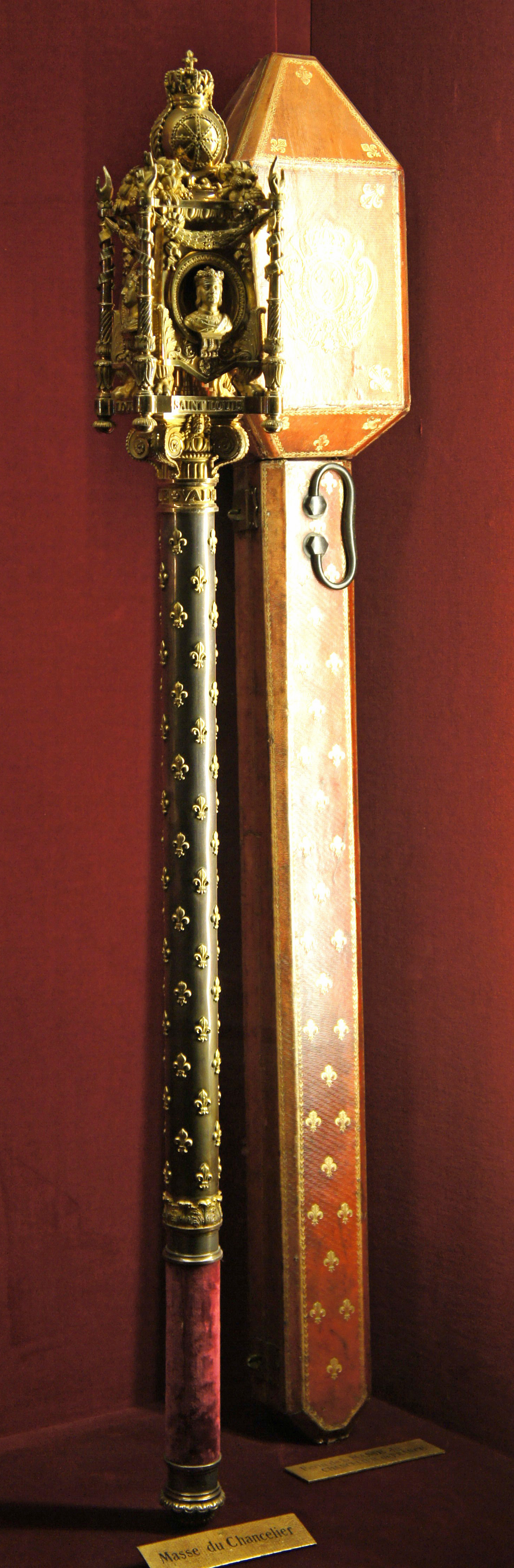
Masse de chancelier, palais du Tau de Reims, 1825.

Le chancelier de France est un grand officier de la couronne nommé par le roi et chargé de l'administration de la justice du royaume de France.
Le chancelier de France veille à tout ce qui concerne l'administration de la justice du royaume. Conformément aux intentions du roi, il dresse les nouvelles ordonnances, édits, déclarations et lettres patentes qui ont rapport avec l'administration de la justice. Le chancelier est le chef de tous les conseils, et président-né de toutes les cours de justice.
Il habite la grande chancellerie où il donne audiences et exerce ses fonctions.
La conservation d'une copie de tous les actes de gouvernement (édits, traités, capitulaires, dénombrements, etc.) est une des fonctions principales du chancelier. La clôture et l'expédition des actes étaient la fonction du garde des sceaux qui conservait les sceaux des différents domaines et juridictions retenus par la couronne.
Les chanceliers de France étaient en général gardes des sceaux, mais plusieurs gardes des sceaux ne reçurent pas le titre de chancelier, qui était porté à vie. Certains chanceliers ont pu cependant se voir retirer la garde des sceaux. Le cumul de ces deux fonctions est beaucoup plus ancien, puisqu'on sait, par son fils Aymon, qu'Audoenus Surius dit saint Ouen, grand référendaire de Dagobert Ier et aussi de Clovis II, gardait déjà chez lui l'anneau du sceau du roi. Par la suite, le roi a conservé son sceau personnel et un autre sceau, appelé grand sceau a été créé pour les usages de la chancellerie et conservé par un officier préposé à cet effet.
L'appellation dérive du latin impérial cancellare parce que les notaires et greffiers romains exerçaient leur office dans une enceinte fermée par une grille ou treillis, cancelli en latin.

## Histoire

### Notaire et secrétaire des rois mérovingiens

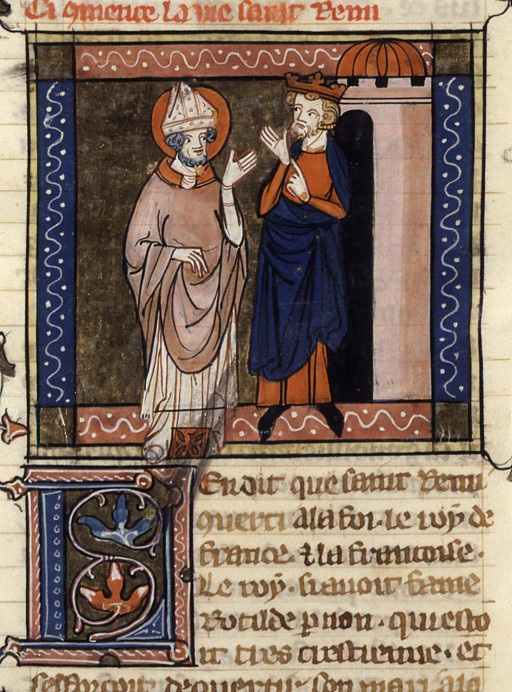
Remi de Reims dit saint Remi, chancelier du royaume de Reims (folio 266v de La Légende dorée).

Le premier secrétaire, alors un familier du roi, est devenu progressivement le chancelier. Il avait le pouvoir d'inspection sur tous les notaires, greffiers et secrétaires.
Sous les mérovingiens, Hincmar indique que sous Clovis, cette fonction était remplie par Aurélien, et qu'il portait le sceau et l'anneau du roi. Il le désigne par « consiliarius & legatarius regis ». Aymoin l'appelle « familiarissimum regi ». C'est l'homme de confiance du roi, son conseiller et député. Dès le XVIIe siècle, Philippe Labbe a cependant contesté cette désignation d'Aurélien en tant que chancelier, la confusion résultant peut-être d'un récit tardif et semi-légendaire dans lequel Aurélien apporte à Clotilde l'anneau de Clovis.
Sous Childebert Ier, on trouve Valentinien, qui est le premier à signer des chartes à la place du roi en sa qualité de notaire et secrétaire du roi.
Puis Grégoire de Tours, à partir de Clotaire Ier, désigne les successeurs à cette charge, référendaires, pour signifier qu'ils signaient les chartes des rois. Ils ont comme adjoints des secrétaires de la chancellerie, appelés chanceliers, « cancellarii regales ».
La royauté se divise après le règne de Clotaire Ier. On trouve successivement comme chancelier dans le royaume de Paris : Baudin, évêque de Tour ; Charisigile ; Marc. Pour le royaume de Reims, se succèdent : en 497, Remi de Reims dit saint Remi (référendaire) ; en 561, Siggo, référendaire de Sigebert Ier, puis de Chilpéric Ier et de Childebert II ; en 618, Romain de Rouen dit saint Romain, évêque de Rouen ; puis Ansbert, évêque de Rouen, référendaire de Clotaire II.
De 638 à 657, Dadon dit saint Ouen, est grand  référendaire de Dagobert Ier, puis de Clovis II. Dans les chartes de l'abbaye de Saint-Denis, il est nommé « regia dignitatis cancellarius ». C'est la plus ancienne mention de chancelier du roi. Les secrétaires devaient lui apporter toutes les écritures publiques et les scellaient du sceau du roi.
Saint Bonit, évêque d'Auvergne, lui succède comme référendaire de Sigebert III, roi d'Austrasie.
Sous Clotaire III, le chancelier Robert est pour la première fois désigné comme « Garde du Sel du Roy Clotaire III », « gerulus annuli regii ». Lui succèdent Abbienus, Einard et Grimaud, chancelier de Thierry III.

### Chanceliers des rois carolingiens
Sous les Carolingiens, dès la seconde moitié du VIIIe siècle, le nom de grand référendaire est souvent remplacé dans les diplômes par celui de chancelier. Ils sont alors appelés archichanceliers, grands chanceliers, souverains chanceliers, ou archinotaires, et quelquefois archichapelains. On leur donne parfois le titre d'apocrisaire, d'un mot d'origine grecque signifiant « celui qui rend les réponses d'un autre », parce qu'ils répondaient pour le roi aux requêtes qui lui étaient présentées.
Les chanceliers carolingiens sont : Saint Boniface de Mayence ; Francon abbé de Saint-Denis ; Volfard ; Baddilo ; Ithier, secrétaire puis chancelier de Pépin le Bref puis de Charlemagne ; Radon ; Luitbert ou Ludebert ; Archambaud ; Hélisachar, abbé de Saint-Maximin de Trèves et chancelier de Louis le Débonnaire ; Fridugise, abbé de Saint-Martin de Tours ; Theudon abbé de Mairemontier ; Hugues ; Louis, abbé de Saint-Denis et petit-fils de Charlemagne ; Gauzlin, abbé de Saint-Denis et évêque de Paris ; Fouques, archevêque de Reims ; Anskeric ou Ascheric, évêque de Paris ; Hervé archevêque de Reims en 900, chancelier de Charles le Simple ; Roger, archevêque de Trèves en 914 ; Luitward, évêque de Verceil, vers 886 ; Abbon, évêque de Soissons et grand chancelier de Raoul de Bourgogne ; Ansuse évêque de Troyes ; Eric évêque ; Hugues de Vermandois, archevêque de Reims ; Artaud, archevêque de Reims ; Odolric ou Odalric, archevêque de Reims.
En 969, Adalbéron est nommé archevêque de Reims et archichancelier par Lothaire, et le demeure sous le règne de Louis V. Il est le dernier chancelier. C'est lui qui couronne Hugues Capet en 987, mettant ainsi fin à la dynastie carolingienne. Il demeurera chancelier de Hugues Capet jusqu'à sa mort en janvier 989.

### Chancelier de France des Capétiens

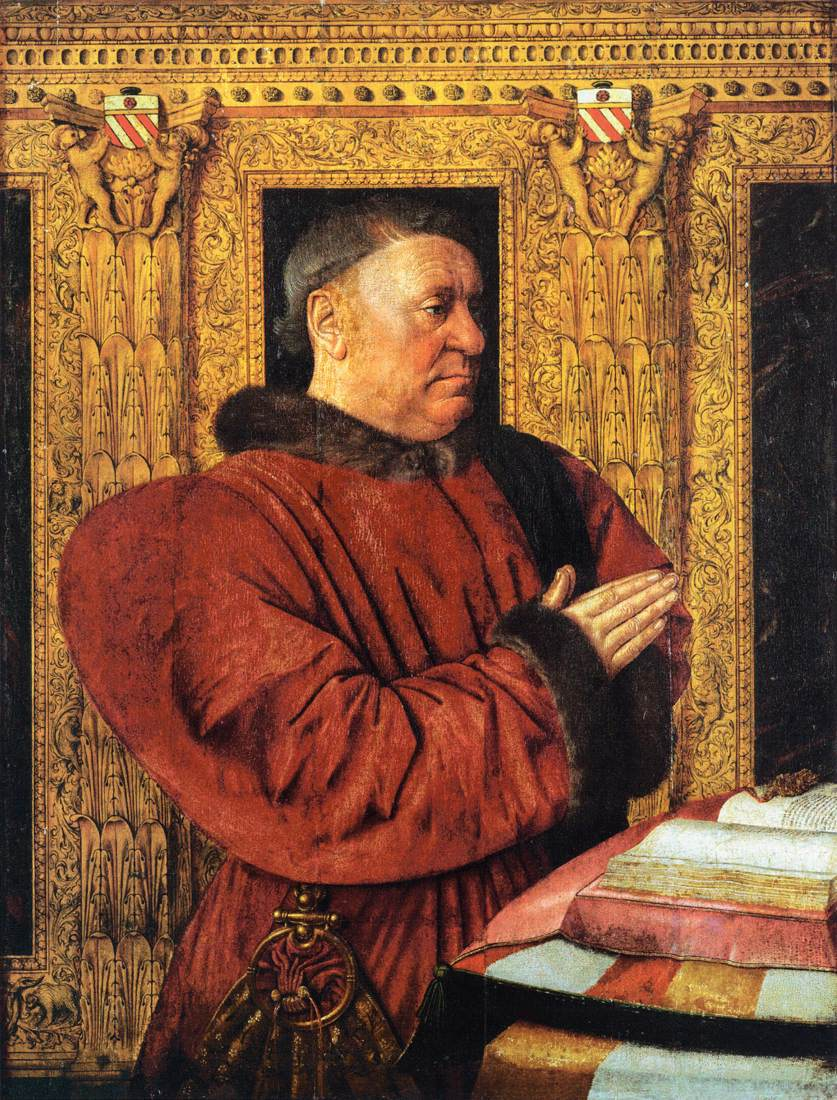
Portrait par Jean Fouquet de Guillaume Jouvenel des Ursins (1401-1472), chancelier de France.

À la mort du dernier chancelier carolingien Adalbéron de Reims en 989, Hugues Capet premier roi capétien ne nomma plus de chancelier. Le chef de la chancellerie du royaume de France portera désormais le titre de chancelier de France, et à partir du roi Robert II (règne 996-1031), les premiers secrétaires en prendront le titre.
Sous Philippe Ier (règne 1060-1108), Gervais de Belleme, prétendit que l'office de chancelier revenait de droit aux archevêques de Reims. Il fut le dernier archevêque de Reims à être nommé chancelier à cause de cette prétention.
Les chanceliers furent d'abord nommés par le roi, puis désignés par le parlement de Paris en présence du roi à partir de 1371. Mais Louis XI (1461-1483) revint sur ce mode de désignation et, à partir de lui, seul le roi nommait le chancelier de France.
Du règne d'Henri Ier (1031-1060) à celui de Louis VIII (1223-1226), les chanceliers souscrivaient avec le grand maître, le chambrier, le grand bouteiller, et le connétable, les chartes et les lettres du roi. À partir de 1320, ils cessèrent de signer les lettres mais continuaient à y apposer le sceau. Puis, depuis 1365, ils mettaient le mot « visa » en bas des lettres.
Après 1227, vacance de la chancellerie jusqu'à l'arrivée des Valois, avec Guillaume de Sainte-Maure en 1329 ; demeure le garde des sceaux auquel on donne souvent le titre de chancelier, quand il ne se le donne pas lui-même.
C'est paradoxalement à cette époque d'absence de la fonction que la chancellerie se développe et s'organise véritablement.
La fonction de secrétariat royal qu'avait le chancelier prend fin avec Philippe le Bel, qui institue en 1309 les clercs du secret, chargés de tenir la plume aux délibérations du grand conseil et d'en rédiger les actes.
Henri II crée en avril 1551 un office de garde des sceaux de France qui a les mêmes pouvoirs et honneurs que le chancelier de France. Celui-ci, à sa mort ou en cas d'incapacité, sera remplacé par le garde des sceaux de France en exercice, qui deviendra - et portera le titre - de chancelier de France.

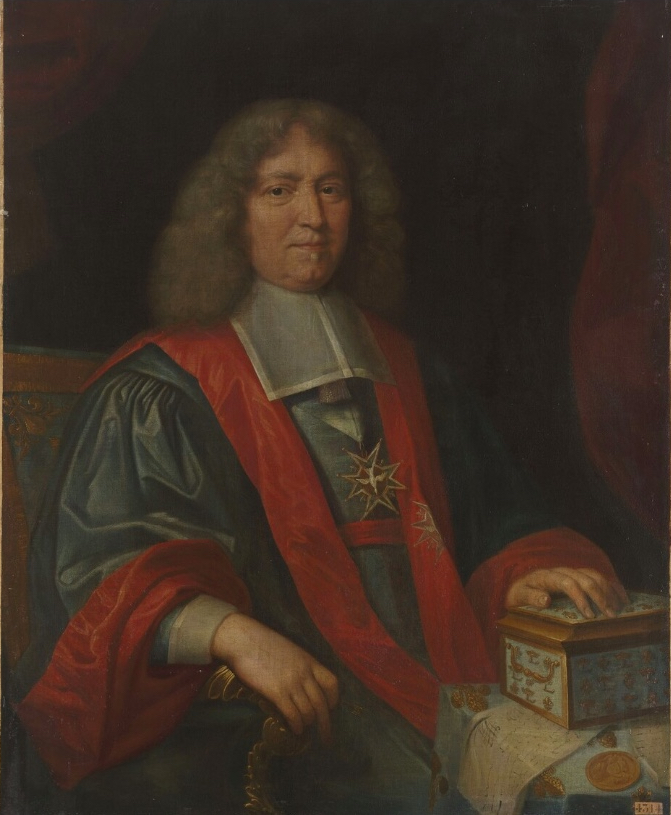
Louis Boucherat, chancelier de France.

Parmi les plus illustres, sous Louis XIV sont Pierre Séguier, Pontchartrain ou Henri François d'Aguesseau, ou encore René Nicolas de Maupeou sous Louis XV.

### Derniers chanceliers de France
La loi des 27 novembre – 1er décembre 1790, créant le Tribunal de cassation, supprime, outre le Conseil des parties (art. 30), l'office de chancelier de France (art. 31),.
Dans une loi de 1791, les titres de chancelier et de garde des Sceaux sont remplacés par celui de ministre de la Justice, garde du sceau de l'État.
Par ordonnance du roi Louis XVIII du 13 mai 1814, la fonction de chancelier de France est rétablie. Les fonctions de ministre de la Justice et de chancelier de France diffèrent : le ministre de la Justice garde le sceau, tandis que la fonction de chancelier de France est liée à celle de la présidence de la Chambre des pairs (Charte constitutionnelle du 4 juin 1814).
En 1837, Étienne-Denis Pasquier, président de la Chambre des pairs sous la monarchie de Juillet, reçoit le titre de chancelier de France par le roi Louis-Philippe. Il est le dernier à le porter.

## Attributions
L'office de chancelier, ou cancellariat, dérive de celui de secrétaires et de notaires du roi, il est le chef de l'administration de la justice, et de tous les conseils du roi.
Il est le dépositaire des sceaux de France, dont il use pour la distribution de la justice, dons, grâces, et offices lors des Audiences des sceaux. Il préside le conseil du roi, et expose les volontés du roi devant le parlement quand il va y tenir son lit de justice.
Les grands offices de la couronne étant conférés à leur titulaire à vie, le chancelier de France ne pouvait être récusé qu'en cas de démission ou de forfaiture. En cas de disgrâce, le chancelier était remplacé dans toutes ses fonctions par le garde des sceaux de France. Le chancelier est le porte-parole et le représentant du roi, et à la mort de celui-ci, il est le seul personnage de la cour à ne pas porter le deuil pour marquer la pérennité de son office, parce que "la justice ne meurt pas". Il est deuxième grand officier de la couronne dans l'ordre des préséances. Il y a toujours un chancelier chef de la justice et il devient de fait l'officier le plus important de la couronne.
À partir du XVIe siècle, ce n'est plus obligatoirement un ecclésiastique, c'est un des effets de l'augmentation de la multiplication des facultés de droit qui forment des laïcs très compétents capables de diriger la justice. Quel que soit son nom, au XVIe siècle, c'est toujours un juriste de talent. C'est un homme qui a l'expérience de la justice, qui a présidé des cours souveraines en province ou à Paris. C'est un homme du sérail qui a fait une carrière.
Ses pouvoirs sont extrêmement vastes : il propose, prépare et vérifie les lois. C'est le développement de la magistrature royale. Beaucoup ont prolongé leur activité par des responsabilités politiques : plusieurs sont devenus des hommes politiques et ont siégé au conseil du roi ou ont inspiré la politique du roi. Sous François Ier, le concordat de Bologne en 1516 a été négocié par le chancelier Antoine Duprat. Dans la seconde moitié du XVIe siècle, c'est la figure de Michel de l'Hospital qui domine.
En cas de maladie ou de disgrâce du chancelier, pour que justice soit rendue, il y a un substitut à ce dernier : le garde des sceaux.
Sous Henri II, par un édit à Amboise, en avril 1551 (enregistré au parlement le 8 mai), création d'un Office de Garde des Sceaux de France (contre le Garde des Sceaux) avec les mêmes honneurs et pouvoirs que le chancelier de France ; et à l'avènement et à la vacation de celui-ci, le bénéficiaire de cet Office sera et demeurera chancelier de France.
Depuis Louis XIV, le chancelier, sous l'influence de Colbert, a été écarté de toute participation au maniement des finances.

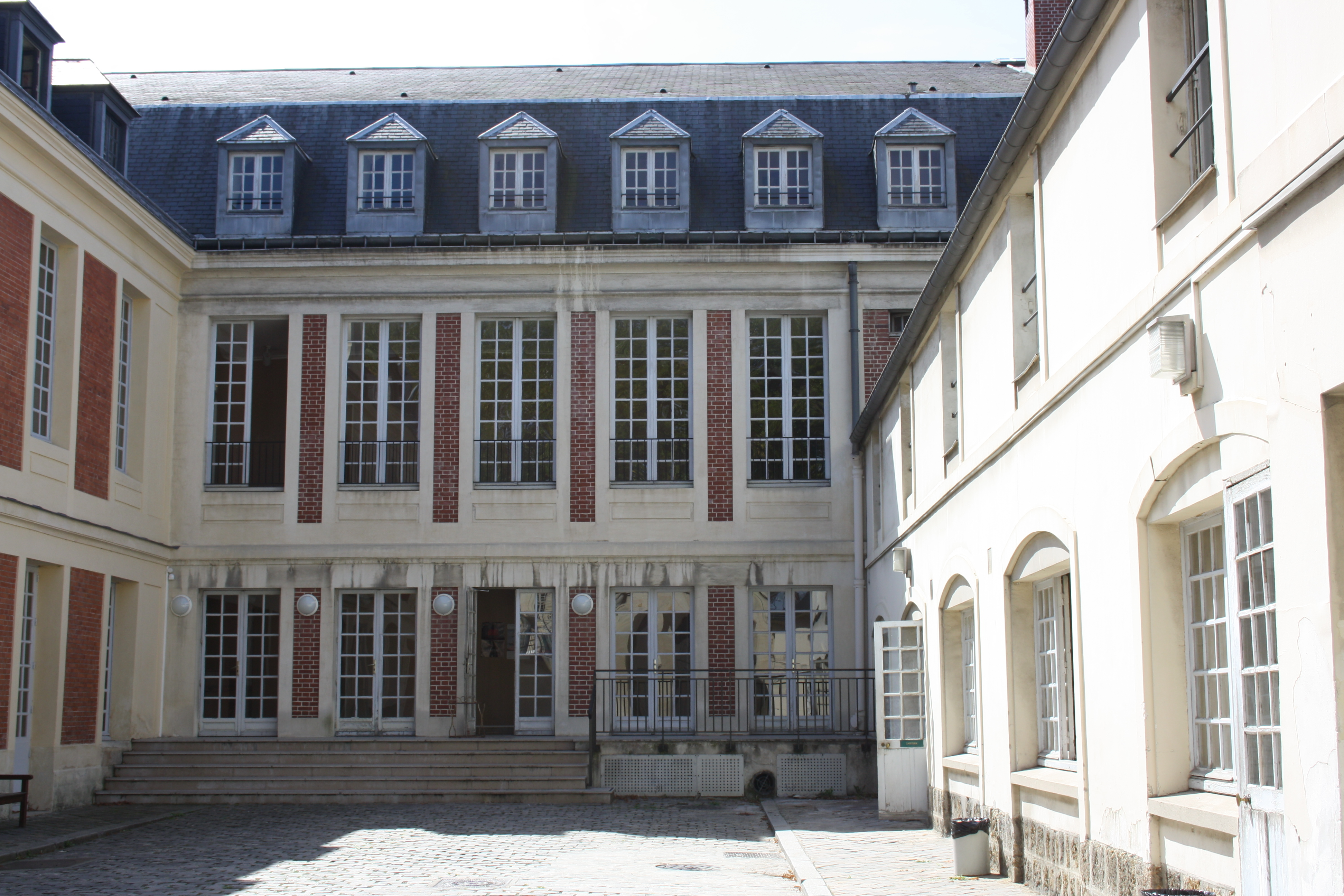
Grande chancellerie de France, Versailles.

Rattaché par ses fonctions mêmes à l'institution de la monarchie et non à la personne du roi, le chancelier est inamovible. Le roi peut toutefois lui retirer en tout ou partie l'exercice de son office pour le confier à un garde des sceaux révocable (« un chancelier sans sceaux est un apothicaire sans sucre », Pomponne de Bellièvre rapporté par François de Bassompierre).
Pour l'assister, le chancelier disposait :
- pour le sceau, des maîtres des requêtes et des officiers propres de la chancellerie ;
- pour les conseils, des conseillers d'État, maîtres des requêtes, secrétaires-greffiers, avocats et huissiers ;
- pour le travail législatif et judiciaire, des conseillers d'État et des maîtres des requêtes.

Le personnel propre de la chancellerie était très réduit : deux secrétaires dont un « premier secrétaire » et quelques rédacteurs, au total à peine une douzaine d'employés.

## Notes et références

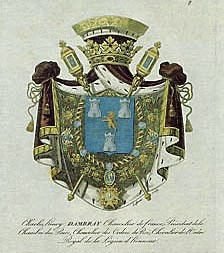
Armoiries de chancelier de Charles Henri Dambray, chancelier de France et président de la Chambre des pairs de 1814 à 1829.